# No More Lonely Nights
«No More Lonely Nights» (en español: «No más noches solitarias») es el título de una power ballad escrita e interpretada por el cantautor y músico inglés Paul McCartney, la canción fue incluida en el álbum Give My Regards to Broad Street (1984). La balada se lanzó el 24 de septiembre de 1984.

## Publicación
«No More Lonely Nights» fue publicado tanto en Reino Unido como en Estados Unidos en versiones de vinilo de 7 y 12 pulgadas. La primera versión de 7" incluye el sencillo con una versión playout de «No More Lonely Nights» como cara B, mientras que una segunda versión publicada más tarde incluyó como cara B una remezcla dance de Arthur Baker. Ambas versiones del sencillo existen en versiones tempranas con el título de la canción malimpreso como «No More Lonley Nights».
El sencillo alcanzó el puesto 6 en la lista estadounidense Billboard Hot 100 y la posición 2 en la lista británica UK Singles Chart.
Stephen Thomas Erlewine escribió en Allmusic que la canción era «una melodía abolutamente preciosa honrada por un estupendo solo de guitarra de David Gilmour. En una entrevista de radio concedida antes de los conciertos de Knebworth en 1990, Gilmour comentó que «No More Lonely Nights» fue lo último que McCartney grabó para la película, y que le dijo a McCartney que diera los honorarios por su participación en la canción a una organización benéfica de su elección.
La publicación de «No More Lonely Nights» como sencillo fue acompañada de un videoclip con imágenes de la película Give My Regards to Broad Street. El videoclip fue publicado en 2007 en el DVD The McCartney Years.

## Lista de canciones
| Vinilo de 7" (1.ª edición) 1. «No More Lonely Nights» 2. «No More Lonely Nights» (Playout Version) Vinilo de 7" (2.ª edición) 1. «No More Lonely Nights» 2. «No More Lonely Nights» (Special Dance Mix) | Maxisencillo de 12" 1. «No More Lonely Nights» (Versión extendida) 2. «Silly Love Songs» (Adaptación) 3. «No More Lonely Nights» (Ballad) Maxi-cenillo de 12" 1. «No More Lonely Nights» (Special dance mix) 2. «No More Lonely Nights» (Special dance mix by Arthur Baker) 3. «No More Lonely Nights» (Special dance edit) |

## Créditos y personal
- Paul McCartney: voz y piano
- Linda McCartney: teclados y coros
- Eric Stewart: coros
- David Gilmour: guitarra
- Herbie Flowers: bajo
- Anne Dudley: sintetizador
- Ringo Starr: batería